# Piotr Potocki (wojewoda bracławski)
Piotr Potocki herbu Pilawa (ur. 1622, zm. przed 22 maja 1657 roku) – wojewoda bracławski od 1651, generał ziem podolskich od 1649, pułkownik wojsk koronnych od 1643, starosta latyczowski, starosta szczurowiecki.
W dniach 10-12 listopada 1655 wojska koronne wchodzące w skład garnizonu Kamieńca Podolskiego wspierały potężną armię tatarską chana krymskiego Mehmeda IV Gireja, która osaczyła armię kozacko-rosyjską dowodzoną przez hetmana kozackiego Bohdana Chmielnickiego oraz Wasyla Buturlina i Piotra Potemkina pod Jezierną. Był uczestnikiem konfederacji tyszowieckiej w 1655 roku.